# Rehefeld-Zaunhaus

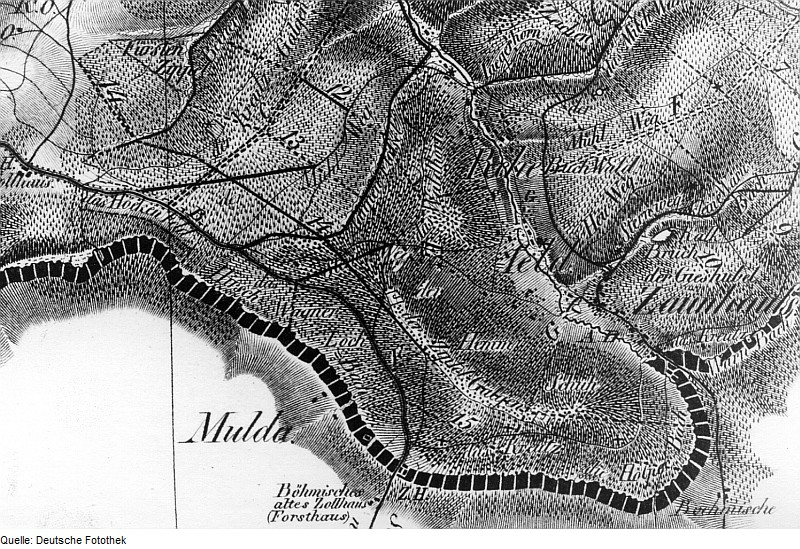
Rehefeld und Zaunhaus auf einer Karte von Hermann Oberreit (1821)

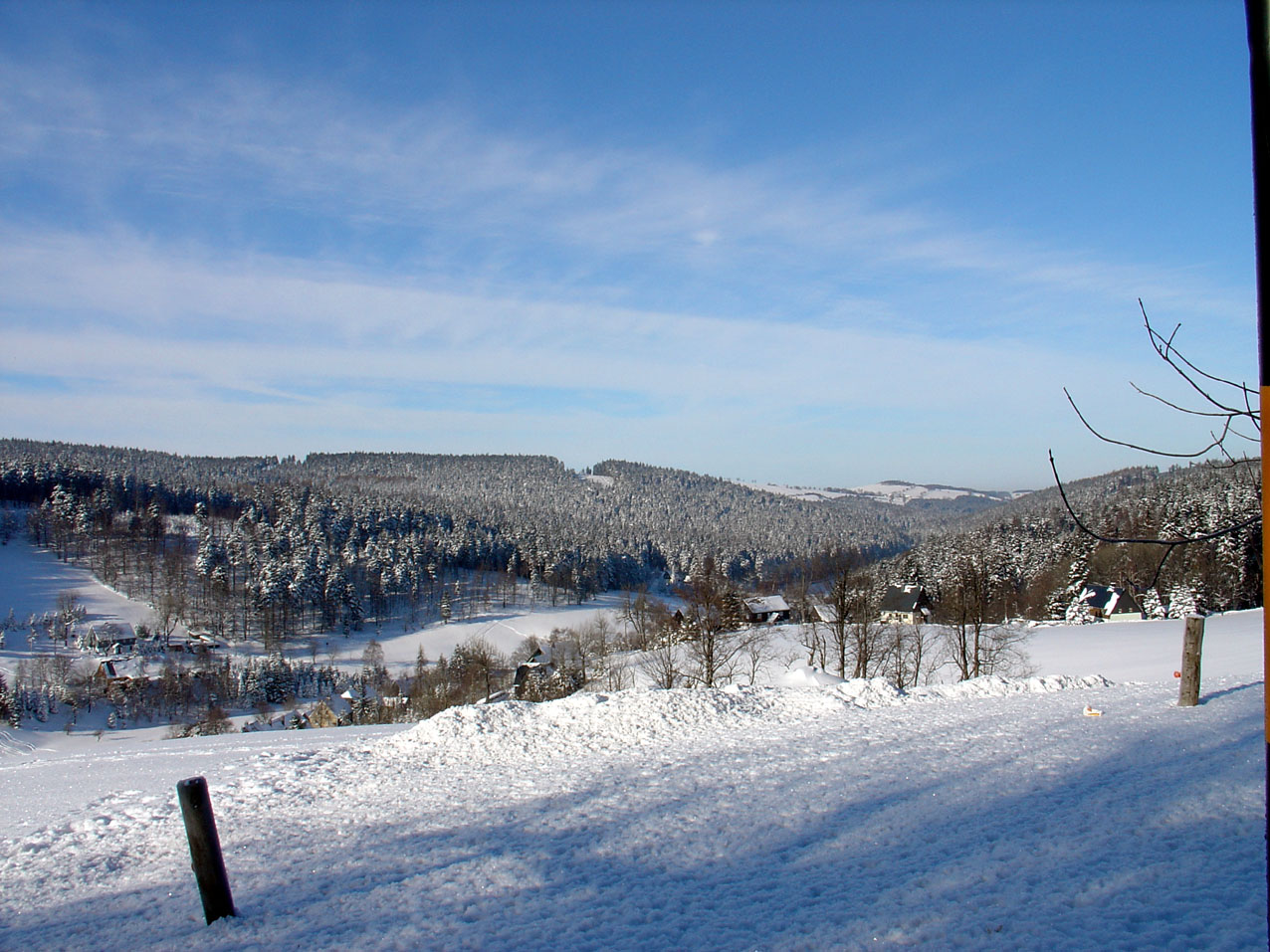
Blick ins Rehefelder Tal und zum Hemmschuh

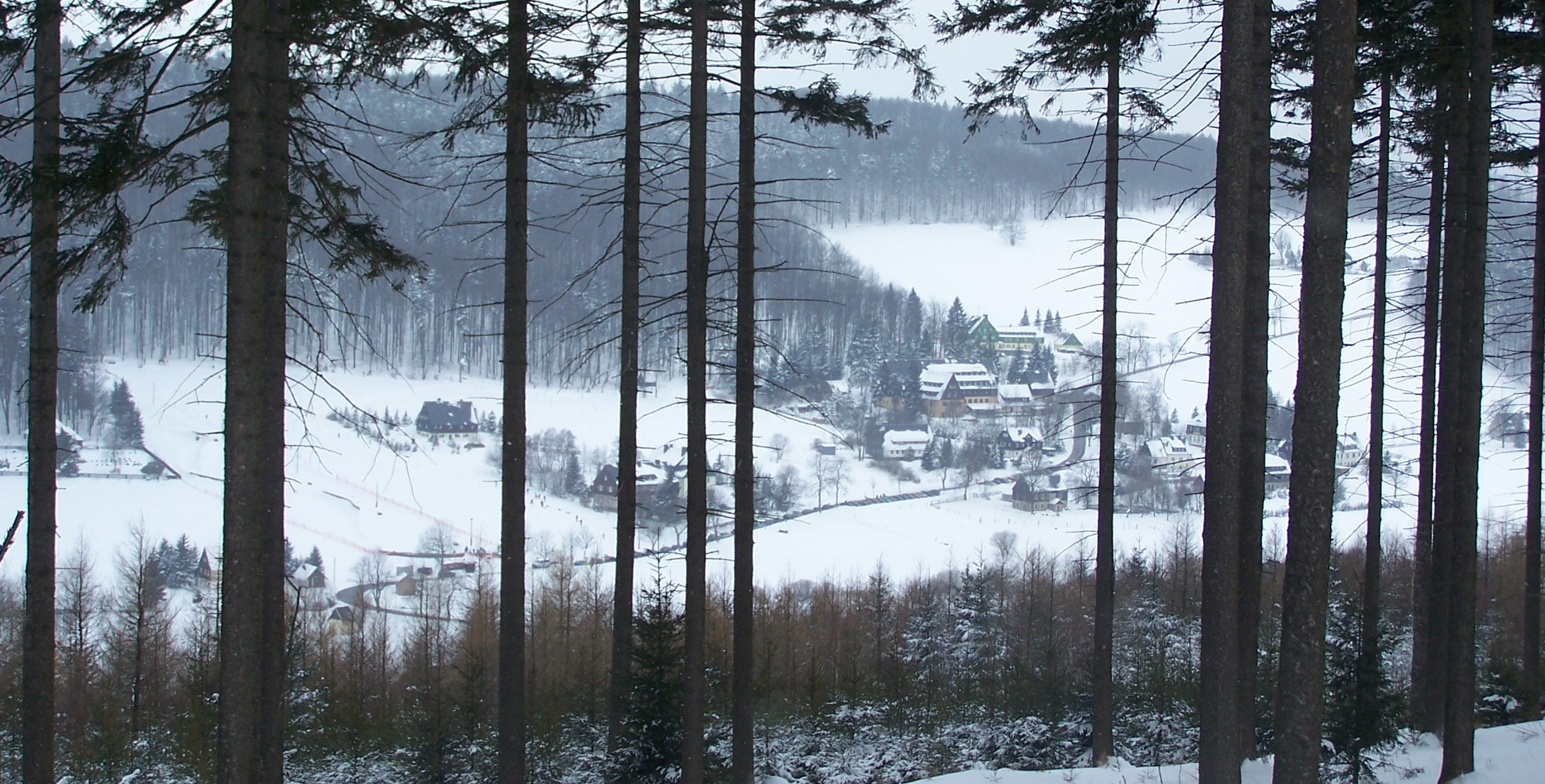
Blick auf Rehefeld-Zaunhaus im Winter

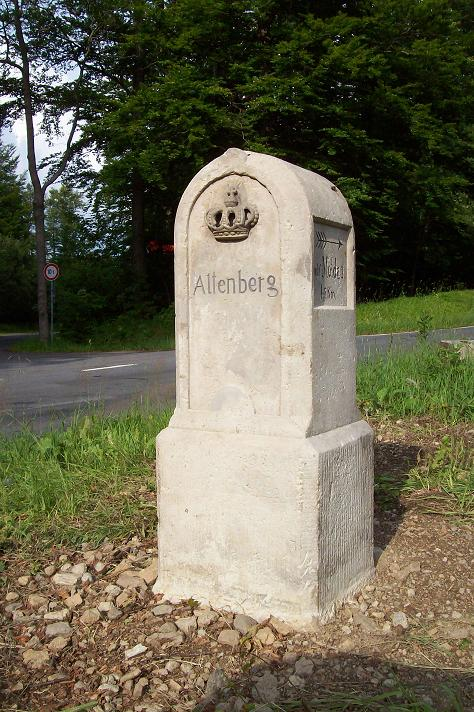
Königlich-sächsischer Abzweigstein vom Postkurs Alte Freiberg-Teplitzer Poststraße am Parkplatz Hemmschuh bei Neurehefeld

Rehefeld-Zaunhaus ist ein Ortsteil der sächsischen Stadt Altenberg und befindet sich auf dem Erzgebirgskamm zwischen Hermsdorf und Altenberg.

## Geografie

### Geografische Lage
Die Höhe des Ortes beträgt 650–845 m über NN, er gilt als einer der schneesichersten des Osterzgebirges. Seine Fluren befinden sich im Quellgebiet der Wilden Weißeritz. Bis 1972 bestand noch der Haltepunkt Hermsdorf-Rehefeld der Eisenbahnstrecke Nossen–Moldava. Hier sollte die schmalspurige Pöbeltalbahn abzweigen.

### Nachbarorte
Die Nachbarorte von Rehefeld-Zaunhaus sind Altenberg, Zinnwald-Georgenfeld, Hermsdorf/Erzgeb., Seyde, Schmiedeberg und Schellerhau. Auf tschechischer Seite sind es Moldava (Moldau) und Cínovec (Hinterzinnwald).

## Geschichte
Der älteste Ortsteil ist Zaunhaus. 1550 wurde auf ein Jägerhaus verwiesen und etwas später auf drei weitere Häuser. 1557 wurde eine Mühle erbaut.
Der Ort Rehefeld wurde später unter dem Namen Sorgenfrey im Amt Altenberg gegründet. Ein Oberfloßmeister Heinrich von Römer kaufte 1606 die Mühle und das Vorwerk Sorgenfrey. Später siedelten sich Holzfäller auf einer Waldlichtung nahe dem Vorwerk an. Das dort befindliche Jagdschloss war 1869 ein Weihnachtsgeschenk der Kronprinzessin Carola von Sachsen an ihren Ehemann, den Kronprinzen Albert von Sachsen.
Neurehefeld, am Hemmschuh gelegen, ist nach 1683 entstanden und befindet sich beim Geleitshaus, welches an der wichtigen Verbindungsstraße von Hermsdorf durch den Hemmschuhwald stand, der alten Freiberg-Teplitzer Poststraße. Heute wohnen hier acht Personen.
Zwei königlich-sächsische Meilensteine aus der Zeit von 1859/1860 der alten Poststraße (Abzweigstein und Ganzmeilenstein) im Hemmschuhwald bei Neurehefeld wurden 2005 restauriert und 2012 wieder aufgestellt.
Unmittelbar nach 1990 sanken die Touristenzahlen, was zum bis heute anhaltenden Verfall mehrerer Ferienheime inklusive des früheren Jagdschlosses führte. 
Seit dem 1. Januar 1994 ist Rehefeld-Zaunhaus ein Ortsteil der Stadt Altenberg.
Rehefeld-Zaunhaus war bis 2018 staatlich anerkannter Erholungsort.

## Gedenkstätten
Auf dem Ortsfriedhof erinnern Grabstätten und ein Gedenkstein der FIR an zwei unbekannte KZ-Häftlinge, die im Frühjahr 1945 beim Todesmarsch eines KZ-Außenlagers von SS-Männern ermordet wurden.

## Freizeit
In der Umgebung von Rehefeld-Zaunhaus befindet sich ein breitgefächertes Wanderwegenetz mit vielen geologisch-mineralogischen Ansichten und der Internationale Bergwanderweg Eisenach–Budapest. Im Winter erfreut ein Ski- und ein Schlittenlift die Besucher. Das Naturschutzgebiet Hemmschuh ist ein interessantes Biotop.